# DJ Ozma
DJ Ozma (születési nevén 馬場 直 Baba Nao, hivatalos nevén おずまの すみただ Ozumano Szumitada, 1979. április 26. –) japán előadó.

## Élete és pályafutása
2006-ban, Tajvanon debütált.
Leginkább abszurd, esetenként sokkoló fellépéseiről ismert, egy alkalommal a táncosai olyan, testre simuló öltözéket viseltek, amitől úgy tűnt, meztelenek, ezért az NHK televíziós csatorna kizárta az előadót az egyik műsorából. Egy másik alkalommal egy koncertjén 10 000 néző előtt vetkőzött meztelenre.
2009-ben létrehozta a Yazima Beauty Salon együttest, melyben két másik előadótársával nőket személyesítenek meg. Az együttes aranylemezes Japánban.